# Fröken Chic
Fröken Chic är en svensk komedifilm från 1959 i regi av Hasse Ekman. I huvudrollerna ses Sickan Carlsson och Hasse Ekman.

## Handling
Impressario Buster Carell är nära konkurs efter att hans största talang, "Skogas" – en sjungande skogshuggare, dragit med företagets kassa. Carell har precis fått det mesta av det han äger utmätt när han på kvällen får se en kvinna som deltar i en TV-frågesport. Hon heter Isabella Linder och sjunger en sång efter att ha vunnit. Han beslutar sig för att få henne att skriva kontrakt med honom och söker upp henne. Hon är dock inte intresserad; hon vill förbli lärare. Men Buster Carell accepterar inte ett nej.

## Om filmen
Filmen spelades in från den 2 juni till den 24 juli 1958 i Filmstaden, Nybroplan, och Skansen med flera platser i Stockholm samt Delary-Strömsnäsbruk Järnväg. Filmen hade premiär den 26 januari 1959 och är barntillåten. Den har även visats i SVT, bland annat 1984, 2000, i mars 2023 och i mars 2025.

## Rollista
- Sickan Carlsson – Isabella Linder, lärarinna
- Hasse Ekman – Buster Carell, impressario
- Meg Westergren – Margareta "Baby" Langenhielm
- Herman Ahlsell – disponent Krister van Boren
- Sif Ruud – fröken Trimling, Busters sekreterare
- Hjördis Petterson – Rita Rang, deckarförfattarinna, Isabellas moster
- Sigge Fürst – Hagenius, amanuens vid skolöverstyrelsen
- Stig Järrel – docent Urbàhn, programledare i Kvitt eller dubbelt
- Yngve Gamlin – professor Gårdvar, domare i Kvitt eller dubbelt
- Elsa Carlsson – Margit van Boren, grevinna, Kristers mor
- Olof Sandborg – Hugo van Boren, greve, Kristers far
- Carl-Gunnar Wingård – rektor Malte Rylander

### Ej krediterade (urval)
- Märta Dorff – fröken Söderlund, lärarinna
- Hanny Schedin – fru Brattström
- Gösta Prüzelius – doktor Klewerud
- Carl Reinholdz – massören
- Alf Östlund – betjänt på Ekeberga
- John Melin – prästen i Södervik
- Olof Thunberg – notarie Olofsson vid Avdelningen för namnskydd
- Per Lindqvist – konferencier på Berns
- Sven Holmberg – redaktör Westling på Aftonposten
- Stig Johanson – fotograf
- Ulf Johanson – utmätningsman
- Sune Mangs – utmätningsman
- Georg Skarstedt – stins
- Wilma Malmlöf – hans fru
- Sten Hedlund – tågkonduktör
- Claes Esphagen – studiochef
- Per Sjöstrand – inspicient
- Frithiof Bjärne – poliskommissarie
- Margit Andelius – Olga, lärarinna
- Göthe Grefbo – lärare
- Olga Appellöf – lärarinna
- Gertrud Bodlund – Tekla, lärarinna
- Agda Helin – lärarinna
- Marrit Ohlsson – lärarinna
- Carl Andersson – vaktkonstapel
- Sven Löfgren – stationskarlen på dressin framför det framrusande tåget
- Karl Ahlström – elev som undrar om det är farbror som heter Snor Oskar
- Lars Ahlström – elev

## Musik i filmen
- "Fröken Chic", musik Paul Lincke, svensk text Ernst Högman, sång Sickan Carlsson
- "Skogas sång", musik Charles Redland, text Hasse Ekman, sång Per Lindqvist, Sigge Fürst och Hasse Ekman
- "Rock Rulle", text och musik Charles Redland, sång okänd sångare utanför bild
- "Visan om Landegren", text Axel Engdahl, sång Sickan Carlsson
- "Tjuv och tjuv, det skall du heta", sång Sickan Carlsson
- "Beside You", musik Howard Barnes, instrumental
- "Nu ska vi opp, opp, opp", musik Jules Sylvain, text Gösta Stevens, sång Sickan Carlsson

## DVD
Filmen gavs ut på DVD 2018.